# Крокодилушка
«Крокодилушка» — российский короткометражный рисованный мультфильм 2000 года. В титрах записано: По стихотворению Льюиса Кэрролла в переводе Владимира Набокова. Фантазия на тему Жоржа Бизе «Кармен». Режиссёр — Татьяна Ильина.
Первый из трёх сюжетов мультипликационного альманаха «Весёлая карусель» № 31.
Мультфильм участвовал в Тарусе-2001.
«Не всё то золото, что блестит»

## Сюжет
Мультфильм про крокодилушку и лягушонка.

## Над мультфильмом работали
| Автор сценария и кинорежиссёр | Татьяна Ильина |
| художник-постановщик          | Наталья Демидова |
| композитор                    | Резо Чиринашвили |
| кинооператор                  | Людмила Крутовская |
| звукооператор                 | Владимир Орёл |
| аниматоры                     | Галина Зеброва, Дмитрий Новосёлов |
| Художники:                    | Николай Козлов, Анна Атаманова, Татьяна Строева, Ирана Воробьева, Е. Гюнтер, Николай Щербань, Игорь Полищук, Николай Митрохин, Светлана Воробьев, Ольга Потапова, Елена Серова, Татьяна Прохорова, Людмила Остругова, |
| Ассистенты режиссёры:         | Елена Черёмушкина, Игорь Карп |
| Монтажеры:                    | Наталия Степанцева, Олга Василенко |
| Редакторы:                    | Наталья Абрамова, Татьяна Папорова |
| Директор съёмочной группы:    | Ольга Хрулева |
| продюсер                      | Эрнест Рахимов |

## Описание
Мультфильм «Крокодилушка» является одним из эпизодов 31-го выпуска «Весёлой карусели». Каждый эпизод этого альманаха представляет собой короткую авторскую интерпретацию какой-либо детской сказки, песенки или стишка. В основу «Крокодилушки» был положен стишок из «Страны чудес», в котором неправильное прочтение Алисой нравоучительного стихотворения о трудолюбивой пчёлке превратило его в историю о приветливо глотающем рыбок крокодильчике. Режиссёром Татьяной Ильиной для мультфильма был выбран вариант русского перевода за авторством В. Набокова, который сделал пародию на начинающийся словами «Птичка божия не знает ни заботы, ни труда…» отрывок из поэмы Пушкина «Цыгане». В качестве мелодии для исполнения стишка в мультфильме был выбран мотив из оперы «Кармен» авторства Бизе.